# Johannes Theobald
Johannes Theobald (ur. 22 lutego 1987 w Stuttgarcie) – niemiecki kierowca wyścigowy.

## Kariera

### Początki
Theobald rozpoczął karierę w wyścigach samochodowych w 2003 roku, od startów w Formule König. Z dorobkiem 118 punktów uplasował się na 12 miejscu. W kolejnym sezonie w tej samej serii stawał aż dziewięciokrotnie na podium, ale ani raz nie zwyciężał. 191 punktów pozwoliło mu zdobyć tytuł wicemistrzowski serii.

### Formuła 3
W 2005 roku Johannes rozpoczął starty w Niemieckiej Formule 3 znanej jako Recaro Formel 3 Cup. W tymże sezonie nie stawał jednak na podium. Z dorobkiem 3 punktów był 17 w klasyfikacji kierowców. Rok później w tej samej serii miał już na koncie 11 punktów, co mu dało 13 lokatę. Jednakże w walce o Trofeum Recaro Formel 3 był drugi. W 2007 roku wystartował już tylko gościnnie w dwóch wyścigach.

### Formuła Renault 3.5
W sezonie 2007 Niemiec zmienił podczas runy na torze Circuit de Nevers Magny-Cours Włocha Alessandro Ciompiego w zespole EuroInternational. Wyścigi ukończył odpowiednio na 25 i 19 pozycji. Był 37 w klasyfikacji generalnej.

### Formuła 2
W 2010 roku Theobald wystąpił w czterech wyścigach Formuły 2. Nie zdobywał jednak punktów. Rok później w ciągu 10 wyścigów uzbierał jeden punkt. Dało mu to 21 lokatę w klasyfikacji.

## Statystyki
| Sezon | Seria                       | Zespół                    | Wyścigi | Zwycięstwa | PP | NO | Podium | Punkty | Pozycja |
| ----- | --------------------------- | ------------------------- | ------- | ---------- | -- | -- | ------ | ------ | ------- |
| 2003  | Formuła König               |                           | 14      | 0          | 0  | 0  | 0      | 118    | 12      |
| 2004  | Formuła König               | Böhm Motorsport           | 14      | 0          | 0  | ?  | 9      | 191    | 2       |
| 2005  | Recaro Formel 3 Cup         | SMS Seyffarth Junior Team | 14      | 0          | 0  | 0  | 0      | 3      | 17      |
| 2006  | Trofeum Recaro Formel 3 Cup | SMS Seyffarth Motorsport  | 18      | 3          | 3  | 1  | 14     | 126    | 2       |
| 2006  | Recaro Formel 3 Cup         | SMS Seyffarth Motorsport  | 18      | 0          | 0  | 0  | 0      | 11     | 14      |
| 2007  | ATS Formel 3 Cup            | Josef Kaufmann Racing     | 2       | 0          | 0  | 0  | 0      | 0      | NS      |
| 2007  | Formuła Renault 3.5         | EuroInternational         | 2       | 0          | 0  | 0  | 0      | 0      | 37      |
| 2010  | Formuła 2                   | MotorSport Vision         | 4       | 0          | 0  | 0  | 0      | 0      | NS      |
| 2011  | Formuła 2                   | MotorSport Vision         | 10      | 0          | 0  | 0  | 0      | 1      | 21      |

## Wyniki w Formule Renault 3.5
| Legenda oznaczeń w tabelach wyników Wyświetl szablon na nowej stronie | Legenda oznaczeń w tabelach wyników Wyświetl szablon na nowej stronie                                                                     |
| Oznaczenie                                                            | Wyjaśnienie |
| --------------------------------------------------------------------- | --- |
| Złoty                                                                 | Zwycięzca lub mistrzostwo |
| Srebrny                                                               | 2. miejsce lub wicemistrzostwo |
| Brązowy                                                               | 3. miejsce lub II wicemistrzostwo |
| Zielony                                                               | Ukończył, punktował (w klasyfikacji generalnej, gdy zdobył co najmniej jeden punkt na przestrzeni sezonu, poza trzema powyższymi opcjami) |
| Niebieski                                                             | Ukończył, nie punktował (w klasyfikacji generalnej, gdy nie zdobył co najmniej jednego punktu na przestrzeni sezonu)                      |
| Czerwony                                                              | Nie zakwalifikował się (NZ) |
| Czerwony                                                              | Nie prekwalifikował się (NPK) |
| Różowy                                                                | Nie ukończył (NU) |
| Różowy                                                                | Niesklasyfikowany (NS) (w klasyfikacji generalnej, gdy nie został sklasyfikowany w żadnym wyścigu sezonu)                                 |
| Czarny                                                                | Zdyskwalifikowany (DK) |
| Czarny                                                                | Wykluczony (WYK/EX) |
| Biały                                                                 | Nie wystartował (NW) |
| Biały                                                                 | Kontuzjowany (K/INJ) |
| Biały                                                                 | Wyścig odwołany (OD/C) |
| Bez koloru                                                            | Został wycofany (WYC/WD) |
| Bez koloru                                                            | Nie przybył (NP/DNA) |
| Bez koloru                                                            | Nie brał udziału w treningach (NT/DNP) |
| Bez koloru                                                            | Nie został zgłoszony (–) |
| Pogrubienie                                                           | Start z pole position |
| Kursywa                                                               | Najszybsze okrążenie wyścigu |
| †                                                                     | Nie ukończył, ale jego rezultat został zaliczony ze względu na przejechanie więcej niż 90% dystansu wyścigu.                              |
| *                                                                     | Sezon w trakcie |
| 1/2/3                                                                 | Punktowana pozycja w sprincie kwalifikacyjnym                                                                                             |
| Lista systemów punktacji Formuły 1                                    | |

| Rok  | Zespół            | Wyniki w poszczególnych eliminacjach | Wyniki w poszczególnych eliminacjach | Wyniki w poszczególnych eliminacjach | Wyniki w poszczególnych eliminacjach | Wyniki w poszczególnych eliminacjach | Wyniki w poszczególnych eliminacjach | Wyniki w poszczególnych eliminacjach | Wyniki w poszczególnych eliminacjach | Wyniki w poszczególnych eliminacjach | Wyniki w poszczególnych eliminacjach | Wyniki w poszczególnych eliminacjach | Wyniki w poszczególnych eliminacjach | Wyniki w poszczególnych eliminacjach | Wyniki w poszczególnych eliminacjach | Wyniki w poszczególnych eliminacjach | Wyniki w poszczególnych eliminacjach | Wyniki w poszczególnych eliminacjach | Punkty | Pozycja |
| ---- | ----------------- | ------------------------------------ | ------------------------------------ | ------------------------------------ | ------------------------------------ | ------------------------------------ | ------------------------------------ | ------------------------------------ | ------------------------------------ | ------------------------------------ | ------------------------------------ | ------------------------------------ | ------------------------------------ | ------------------------------------ | ------------------------------------ | ------------------------------------ | ------------------------------------ | ------------------------------------ | ------ | ------- |
| 2007 | EuroInternational | ITA                                  | ITA                                  | DEU                                  | DEU                                  | MON                                  | HUN                                  | HUN                                  | BEL                                  | BEL                                  | GBR                                  | GBR                                  | FRA                                  | FRA                                  | PRT                                  | PRT                                  | ESP                                  | ESP                                  | 0      | 37      |
| 2007 | EuroInternational | –                                    | –                                    | –                                    | –                                    | –                                    | –                                    | –                                    | –                                    | –                                    | –                                    | –                                    | –                                    | –                                    | 25                                   | 19                                   | –                                    | –                                    | 0      | 37      |